# Cavaly AS
Cavaly Association Sportive – haitański klub piłkarski z siedzibą w Léogâne. Został założony w 1975.

## Osiągnięcia
- Zwycięstwo CFU Club Championship w 2021[3]
- Mistrz Haiti w 2007[4]